# Augusztus 29.
Augusztus 29. az év 241. (szökőévben 242.) napja a Gergely-naptár szerint. Az évből még 124 nap van hátra.
Névnapok: Beatrix, Erna + Bolda, Cézár, Ernella, Erneszta, Ernesztin, Ernesztina, János, Kamilla, Sebő, Szabella, Szabin, Szabina, Szabrina, Trixi

## Események
- 1521 – Az I. Szulejmán szultán által vezetett oszmán haderő beveszi Nándorfehérvárt.
- 1526 – A mohácsi vész. Az I. Szulejmán szultán vezette oszmán haderő a mohácsi csatában megsemmisíti a magyar fősereget, II. Lajos király elesik.
- 1532 – Kőszeg ostroma véget ér. A török hadsereg sikertelen ostrom után elvonul Kőszeg vára alól.
- 1533 – Pizarro spanyol konkvisztádor megöleti az utolsó inka uralkodót, Atahualpát és elfoglalja a Birodalom fővárosát, Cuzcót.
- 1541 – I. Szulejmán szultán hadsereggel érkezik Buda alá, fogságba veti Török Bálintot. Az oszmán sereg csellel elfoglalja Buda várát.
- 1602 – A tizenöt éves háború során Jemiscsi Hasszán pasa nagyvezír visszafoglalja a császáriaktól Székesfehérvárt.
- 1660 – Nagyvárad török kézre kerül.
- 1679 – Gubasóczy János – korábbi váci püspök – személyében új főpásztor kerül a Nyitrai egyházmegye élére.
- 1686 – A török védők sikertelenül próbálnak kitörni a Szent Liga által ostromlott Buda várából.
- 1703.: II. Rákóczi Ferenc kiadja a parasztság jogait biztosító vetési pátenst
- 1756 – II. Frigyes porosz király csapatai bevonulnak az Ausztriával szövetséges Szászországba, ezzel elkezdődik a hétéves háború.
- 1831 – Michael Faraday angol fizikus felfedezi a mágneses tér elektromos hatását, az elektromágneses indukciót.
- 1840 – Vállas Antal elkészítette az első magyarországi dagerrotípiát.
- 1848 – A rákoscsabai templomban házasságot köt Jókai Mór és Laborfalvi Róza.
- 1902 – 800 000 koronás alaptőkével megalakul az Idegenforgalmi és Utazási Vállalat Rt., az IBUSZ jogelődje, első elnöke Esterházy Mihály gróf.
- 1907 – Összeomlik a Nagy-tavakat az Atlanti-óceánnal összekötő Szent Lőrinc-folyó fölött a tartományi főváros, Québec City és a túlparti Lévis közti acélhíd. (A katasztrófában 75-en vesztették az életüket. Kora leghosszabb acélszerkezetű hídjának összeomlását a tervezési hiba mellett az okozta, hogy nem volt megfelelő az építkezés szakmai irányítása.)[1]
- 1941 — A kamenyec-podolszkiji tömegmészárlás a zsidó holokauszt kezdete.
- 1944 – Kitör a szlovák nemzeti felkelés Besztercebányán
- 1941 — A kamenyec-podolszkiji tömegmészárlás a magyar zsidó holokauszt kezdete.
- 1944 – Horthy kormányzó Lakatos Géza vezérezredest nevezi ki miniszterelnökké Sztójay Döme helyére.
- 1949 – A szovjetek sikeresen tesztelik az első atombombájukat, az RDSz-1-t.
- 2005 – A Katrina hurrikán eléri Louisiana partjait, 65 mérföldre délre New Orleans-tól.

## Sportesemények
Formula–1
- 1976 –  holland nagydíj, Zandvoort - Győztes: James Hunt  (McLaren Ford)
- 1982 –  svájci nagydíj, Dijon - Győztes: Keke Rosberg  (Williams Ford)
- 1993 –  belga nagydíj, Spa Francorchamps - Győztes: Damon Hill  (Williams Renault)
- 1999 –  belga nagydíj, Spa Francorchamps - Győztes: David Coulthard   (McLaren Mercedes)
- 2004 –  belga nagydíj, Spa Francorchamps - Győztes: Kimi Räikkönen   (McLaren Mercedes)
- 2010 –  belga nagydíj, Spa Francorchamps - Győztes: Lewis Hamilton  (McLaren Mercedes)

## Születések
- 1434 – Janus Pannonius, az első, név szerint ismert magyar költő († 1472)
- 1755 – Jan Henryk Dąbrowski lengyel tábornok és nemzeti hős, nevéhez fűződik a lengyel himnusz születése († 1818)
- 1825 – Salamon Ferenc, a 19. század második felének egyik jelentős irodalomkritikusa, történésze, színikritikusa († 1892)
- 1855 – Stetka Gyula magyar festőművész († 1925)
- 1862 – Maurice Maeterlinck belga flamand származású irodalmi Nobel-díjas francia nyelvű drámaíró, költő, esszéíró († 1949)
- 1884 – Adda Alfréd magyar katona, olimpikon és a magyar Királyi Honvéd Póló Liga elnöke. Az olimpiák történetében először rajtoló magyar lovas († 1980)
- 1904 – Werner Forßmann Nobel-díjas német orvos, sebész és urológus, a szívkatéterezés feltalálója († 1979)
- 1915 – Ingrid Bergman háromszoros Oscar-díjas svéd színésznő († 1982)
- 1916 – Leo Horn holland labdarúgó játékvezető, az évszázad mérkőzésének titulált Anglia – Magyarország 3 : 6 mérkőzést ő vezette († 1995)
- 1923 – Richard Attenborough báró, Oscar-díjas angol színész, filmszínész, rendező, producer († 2014)
- 1929 – Kozáry Eszter magyar bábművész, színésznő
- 1933 – Alan Stacey brit autóversenyző († 1960)
- 1934 – Vitár Róbert magyar sportújságíró, sportvezető († 2025)
- 1935 – Garai László kutató pszichológus, a Magyar Tudományos Akadémia doktora († 2019)
- 1935 – William Friedkin, Oscar-díjas amerikai filmrendező, forgatókönyvíró, producer († 2023)
- 1936 – John McCain amerikai politikus, szenátor († 2018)
- 1938 – Balogh Edina magyar táncművész, revütáncos, a jazztánc korai művelője († 1997)
- 1939 – Kontsek Jolán olimpiai bronzérmes atléta, diszkoszvető, súlylökő, gerelyhajító, edző († 2022)
- 1939 – Joel Schumacher amerikai filmrendező, forgatókönyvíró és producer († 2020)
- 1941 – Siklós Csaba magyar közlekedésmérnök, politikus
- 1942 – Gottfried John német színész († 2014)
- 1943 – Arthur B. McDonald Nobel-díjas kanadai asztrofizikus
- 1946 – Failoni Donatella olasz, magyar származású zongoraművész
- 1947 – James Hunt (James Simon Wallis Hunt) brit autóversenyző, a Formula–1 egyszeres világbajnoka (1976) († 1993)
- 1958 – Michael Jackson amerikai táncos, koreográfus, énekes, színész († 2009)
- 1963 – Bodnár Zoltán magyar bábművész, színész
- 1966 – Tóth Ildikó Jászai Mari-díjas magyar színésznő érdemes és kiváló művész
- 1967 – Jiří Růžek cseh fotóművész
- 1968 – Kovács Péter (Kovax) magyar énekes, billentyűs
- 1969 – Varga Lóránt magyar író
- 1972 – Irina Olegovna Lacsina moldovai orosz színésznő („A Hídember”)
- 1972 – Michael Simon DJ, a Scooter tagja
- 1974 – Vincze Ottó (labdarúgó), magyar válogatott labdarúgó
- 1979 – Mészáros Béla magyar színész
- 1979 – Ruslan Lobanov ukrán fotóművész
- 1980 – William Levy kubai színész
- 1981 – Jay Ryan új-zélandi színész
- 1991 – Kovacsics Anikó magyar kézilabdázó
- 1992 – Gömöri András Máté magyar műsorvezető, színész és sportoló
- 1993 – Liam Payne brit énekes († 2024)
- 1996 – Anasztásziosz Dónisz, angol születésű görög válogatott labdarúgó
- 2002 – Destiny Chukunyere nigériai-máltai énekesnő

## Halálozások
- 886 – I. Baszileiosz bizánci császár (* 812)
- 1046 – Szent Gellért itáliai származású szerzetes, Magyarország első püspöke, Szent Imre herceg nevelője, mártír (* 980)
- 1285 – Lamproni Küra Anna örmény királyné
- 1526 –

II. Lajos magyar király (* 1506)
Tomori Pál hadvezér, kalocsai érsek (* 1475 körül)
Szalkai László esztergomi érsek (* 1475)
Sárkány Ambrus volt királyi országbíró (* 1480 körül)
Drágffy János királyi országbíró (* ?)
Perényi Ferenc váradi püspök (* 1500)
Móré Fülöp pécsi püspök (* ?)
Paksy Balázs győri püspök (* ?)
Csaholy Ferenc csanádi püspök (* ?)
Palinay György boszniai püspök (* ?)
Szapolyai György szepesi gróf, a had második vezére (* 1488 k.)
Országh Ferenc főkamarás (* ?)
Korlátkői Péter főajtónálló (* ?)
Trepka András főajtónálló, királyi testőrtiszt (* ?)
Horváth Simon királyi főpincemester (* ?)
Aczél István pozsonyi várnagy, királyi testőrtiszt (* ?)
Orlovcsics György zenggi kapitány (* ?)
...és még sokan mások, akik a mohácsi csatában elestek
- 1533 – Atahualpa az Inka Birodalom utolsó uralkodója (*  kb.1497)
- 1666 – Frans Hals flamand barokk festő (* 1580)
- 1749 – Bél Mátyás magyar lelkész, író, tudós (* 1684)
- 1799 – VI. Piusz pápa (* 1717)
- 1865 – Bulcsú Károly református lelkész, tanár (* 1823)
- 1889 – Dunyov István honvéd alezredes, az olasz hadsereg ezredese (* 1816)
- 1904 – V. Murád, az Oszmán Birodalom 34. szultánja (* 1840)
- 1913 – Ivanóczy Ferenc író, szlovén politikai vezető, Muraszombat esperese (* 1857)
- 1914 – Alekszandr Vasziljevics Szamszonov orosz katonatiszt, a 2. orosz hadsereg parancsnoka az első világháborúban (* 1859)
- 1915 – Julius von Payer cs. és kir. katonatiszt, sarkkutató, hegymászó, térképész és tájképfestő (* 1841)
- 1935 – Asztrid belga királyné, III. Lipót belga király felesége, autóbalesetben (* 1905)
- 1938 – Karinthy Frigyes magyar író, költő, újságíró (* 1887)
- 1938 – Kun Béla újságíró, kommunista politikus, a magyar Tanácsköztársaság vezetője (* 1886)
- 1946 – Hindy Iván vezérezredes Budapest második világháborús ostromakor a magyar csapatok főparancsnoka (* 1890)
- 1956 – Szentiványi Lajos magyar ügyvéd, politikus, főispán, országgyűlési képviselő (* 1883)
- 1967 – Páter Tamás Alajos magyar ferences rendi szerzetes, tanár, karnagy, zeneszerző (* 1915)
- 1972 – René Leibowitz lengyelországi születésű francia karmester, zeneszerző, zenetanár (* 1913)
- 1975 – Schaár Erzsébet Munkácsy-díjas szobrászművész (* 1908)
- 1977 – Brian McGuire ausztrál autóversenyző (* 1945)
- 1982 – Ingrid Bergman háromszoros Oscar-díjas svéd színésznő (* 1915)
- 1983 – Jobba Gabi Jászai Mari-díjas magyar színésznő (* 1947)
- 1987 – Lee Marvin Oscar-díjas amerikai színész (* 1924)
- 1994 – Gáspár Margit magyar író, műfordító (* 1905)
- 2002 – Lance Macklin (Francis Lancelot Macklin) brit autóversenyző (* 1919)
- 2002 – Marton Frigyes Jászai Mari-díjas rendező, színházigazgató. A Rádió Kabarészínháza alapító tagja, érdemes- és kiváló művész (* 1928)
- 2009 – Frank Gardner ausztrál autóversenyző (* 1930)
- 2009 – Matatek Judit a Vakvagányok című film főszereplője (* 1976)
- 2014 – Pusztai János erdélyi magyar író, újságíró (* 1934)
- 2016 – Gene Wilder amerikai színházi és filmszínész, rendező, forgatókönyvíró és író (* 1933)
- 2019 – Kocsár Miklós Kossuth-díjas és kétszeres Erkel Ferenc-díjas magyar zeneszerző, a nemzet művésze (* 1933)
- 2019 – Tóth János Kossuth-díjas magyar operatőr, filmrendező, dramaturg, a nemzet művésze (* 1930)

## Nemzeti ünnepek, emléknapok, világnapok
- A Szlovák Köztársaság hivatalos állami ünnepe – 1944: Szlovák nemzeti felkelés
- Magyar Fotográfia Napja, Vállas Antal 1840. augusztus 29-én készítette az első magyarországi dagerrotípiát.